# Bad Wolves
Bad Wolves je americká heavy metalová skupina založená v roce 2017. Známí jsou pro svůj cover skladby Zombie skupiny The Cranberries.

## Historie

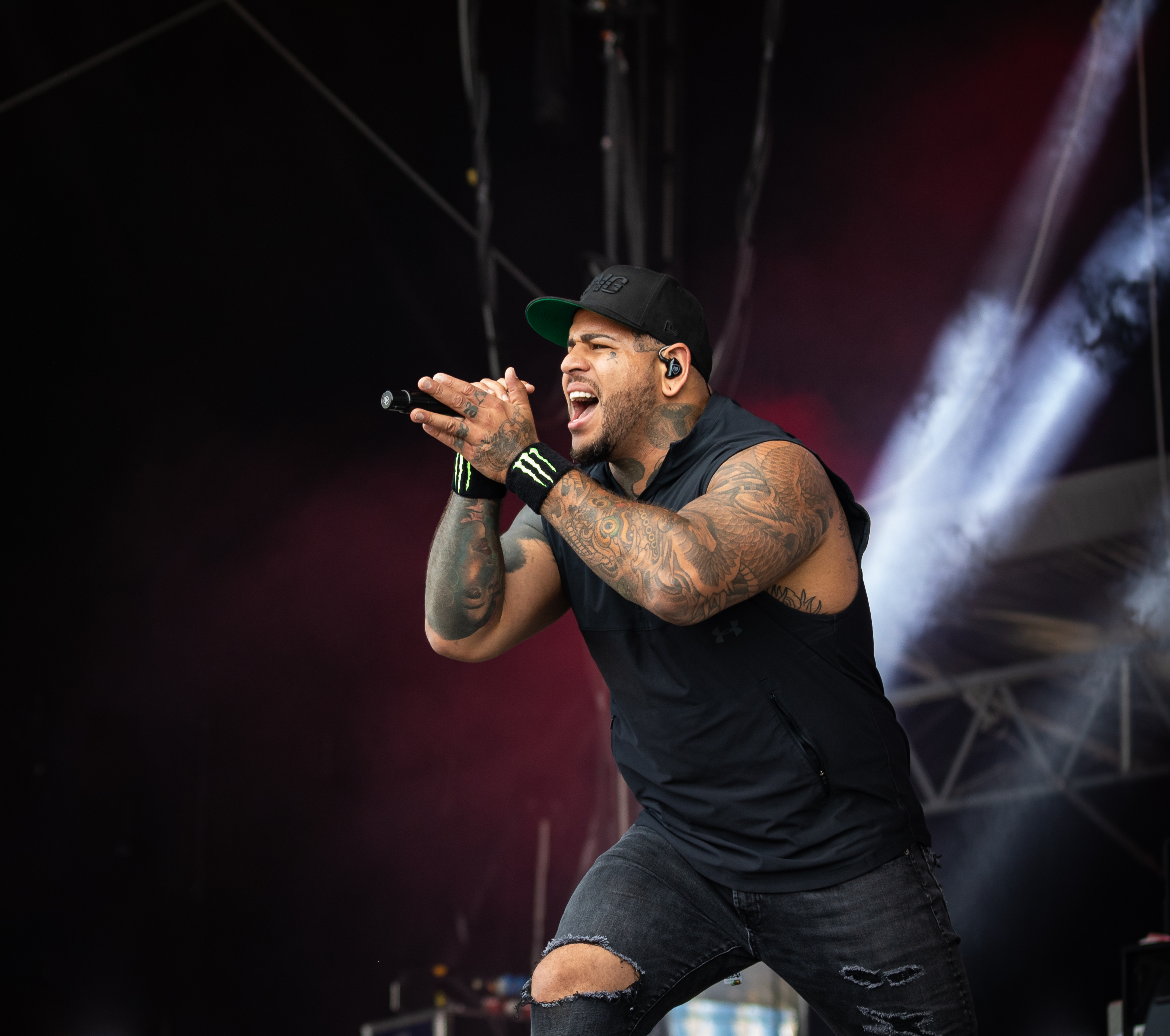
Tommy Vext na Rock am Ring 2019

### Vznik a albumDisobey(2017–2019)
Skupina se skládá ze zpěváka Tommyho Vexta (ex Divine Heresy, Snot, Westfield Massacre), bubeníka Johna Boecklina (ex DevilDriver), kytaristů Doca Coyleho (ex God Forbid) a Chrise Caina (ex Bury Your Dead, For the Fallen Dreams) a basáka Kyle Konkiela (ex In This Moment, Scar the Martyr, Vimc).  Manažerem skupiny je Zolta Bathory z Five Finger Death Punch.
V roce 2015 začal John Boecklin psát hudbu, kterou skupina později vydala na debutovém albu; v roce 2016 začala s produkčním Markem Lewisem nahrávat v AudioHammer Studios. V květnu 2017 skupina zveřejnila svůj debutový singl „Learn to Live“. V listopadu téhož roku vydali druhý singl „Toast to the Ghost“. V lednu roku 2018 vydali třetí singl, cover skladby Zombie od skupiny The Cranberries. Tato skladba se umístila na 23. místě žebříčku Billboard 200, na australském žebříčku skladeb se vyhoupla na 9. místo a získala první místo na žebříčku Billboard Mainstream Rock. Zpěvačka skupiny The Cranberries, Dolores O'Riordanová, měla původně tento cover nazpívat společně se skupinou Bad Wolves, ale bohužel před nahráváním zemřela.
Skupina se účastnila tour se skupinami Five Finger Death Punch, Shinedown, Breaking Benjamin a Starset v první půli roku 2018. V říjnu 2018 založila skupina crowdfundingovou kampaň k vytvoření dokumentárního filmu „Breaking the Band“, který by přiblížil lidem vznik kapely.

### N.A.T.I.O.N.(2019)
26. července 2019 kapela zveřejnila nový singl „I'll Be There“, který byl následován dalšími singly: Killing Me Slowly, Sober, Crying Game. Zároveň ohlásili vydání nového alba, N.A.T.I.O.N.; to bylo vydáno 25. října téhož roku.

### Odchod Tommyho Vexta
8. ledna 2021 kapela oznámila odchod hlavního zpěváka Tommyho Vexta. O den později skupina vydala prohlášení ve kterém mu poděkovala a uvedla, že s hudbou budou nadále pokračovat i bez Tommyho. Následně vyplynula na povrch kritika jeho podpory Donalda Trumpa a jeho kritizování Black Lives Matter. Také uvedl, že měl být ostatními členy kapely a společností Better Noise Music podněcován k odchodu z kapely. Po jeho odchodu se novým zpěvákem stal Daniel "DL" Laskiewicz.

## Členové kapely

### Současní členové
- Daniel "DL" Laskiewicz – zpěvák (2021–)
- Doc Coyle – sólový kytarista, doprovodné vokály (2017–)
- AJ Rebollo – doprovodný kytarista, doprovodné vokály (2024–)
- Kyle Konkiel – baskytarista, doprovodné vokály (2017–)
- John Boecklin – bubeník (2017–)

### Bývalí členové
- Tommy Vext – zpěvák (2017–2021)
- Chris Cain – doprovodný kytarista (2017–2022)
- Max Karon – doprovodný kytarista (2022–2023)

## Diskografie

### Alba
- Disobey (2018)
- N.A.T. I.O.N. (2019)
- Dear Monsters (2021)
- Die About It (2023)